# Кирилюк Микола Петрович
Мико́ла Петро́вич Кирилю́к (*23 жовтня 1949, с. Васильківці Погребищенського району Вінницької області) — український політичний і державний діяч.

## Біографія
Народився 23 жовтня 1949 року в селі Васильківці Погребищенського району на Вінниччині. Закінчив Київський технологічний інститут харчової промисловості.
З 1969 року почав працювати інженером-механіком на Київському м'ясокомбінаті. Згодом працював начальником відділу капітального будівництва. Працює головою Осокорківської селищної ради, першим заступником голови Харківської районної ради в м. Києві. З 1984 р. — перший заступник голови виконкому Харківської районної ради у м. Києві. Представник Президента України в Харківському районі, голова Харківської районної державної адміністрації м. Києва. З 2001 по 2006 — голова Дарницької районної у місті Києві державної адміністрації.
Родина: дружина Кирилюк Тамара Федорівна; донька Ірина та онуки Ілля (1996 р. н.) та Єлизавета (2002 р. н.).

## Нагороди
- Орден «За заслуги» ІІІ ступеня (1998)[1];
- Орден «За заслуги» ІІ ступеня (2005)[2].
- Почесне звання «Заслужений будівельник України» (1997)[3].